# عاقل علی‌اف
عاقل علی‌اف (ترکی آذربایجانی: Aqil Əlirza oğlu Əliyev) پروفسور و دکترای علوم اقتصادی اهل جمهوری آذربایجان بود.

## زندگی‌نامه
عاقل علی‌اف ۱۰ دسامبر سال ۱۹۲۶ در شهر نخجوان آذربایجان شوروی زاده شد. مدرسه را در زادگاه خود پشت سر گذاشته و در سال ۱۹۴۶ وارد دانشگاه دولتی آذربایجان و در سال ۱۹۵۱ از آنجا دانش‌آموخته شد. از سال ۱۹۵۳، به عنوان محقق در دانشکده تاریخ آکادمی ملی علوم آذربایجان شوروی فعالیت‌های شغلی خود را آغاز نمود.
به دلیل علاقه شدیدش به علوم اقتصادی، از ماه مه سال ۱۹۵۳، در کرسی اقتصاد سیاسی دانشگاه پزشکی آذربایجان شروع به کار کرد. عاقل علی‌اف به ترتیب در سالهای ۱۹۷۰، ۱۹۷۳ و ۱۹۷۹ مدارک پی‌اچ‌دی، استادی و پروفسوری خود را به دست آورد. در سال ۱۹۸۳، درجه دانشگاهی دکترای علوم اقتصادی را اخذ نمود.
در کنار اینکه در سال ۱۹۸۲ از عاقل علی‌اف در ازای خدمات برجسته‌اش در تربیت پزشکان در آذربایجان با اهدای نام «خادم علم افتخاری آذربایجان» تقدیر به عمل آمد، چندید مدال و مدارک نیز به وی در این زمینه اعطاء شد.
عاقل علی‌اف با سابقه نزدیک به ۵۰ سال در عرصه آموزش و پرورش، تعدادی پژوهش‌های علمی و کتاب‌هایی از خود به جای گذاشت. وی در طول عمر خود بالغ بر ۱۳۰ اثر علمی و نیز ۱۹ تک‌نگاشت و کتاب به تألیف درآورد. چندین اثرش در شهرهای مسکو و سن پترزبورگ روسیه و سایر کشورهای جهان انتشار یافته‌است. وی تک‌نگاشت‌هایی در موضوعاتی همچون «اقتصاد مصرف انفرادی»، «اقتصاد طب»، «مصرف مردم»، «مشکلات فعلی اقتصاد کشاورزی» که برای اولین بار در آذربایجان مورد بررسی و تحلیل قرار می‌گرفت، به تحریر درآورد.
یکی از مولفه‌های فعالیت‌های علمی عاقل علی‌اف را ارتقاء وضعیت معیشت روستائیان و حل مشکلات اقتصادی زمینه پزشکی تشکیل می‌دهد. وی تنها در دوره گذار به اقتصاد بازار ۳۲ رساله منتشر ساخت. این دانشمند آذربایجانی در کنفرانس‌ها، نشست‌ها، سمپوزیوم‌ها و اجلاس‌های بین‌المللی و کشوری حضور یافته و سخنرانی نموده‌است.
عاقل علی‌اف در ماه ژوئن سال ۲۰۰۱ به عضویت غیرحضوری آکادمی ملی علوم جمهوری آذربایجان درآمد.
وی ۷ مارس سال ۲۰۰۷ درگذشت.
.

## آثار علمی
- مشکلات واقعی برنامه تأمین مواد غذایی— تک‌نوشت، اتشارات «آذرنشر»، ۱۹۸۶ (تألیف مشترک با آ. کاظموف)[۵]
- مشکلات مصرف‌کننده— تک‌نوشت، اتشارات «آذرنشر»، ۱۹۸۲
- اقتصاد خدمات بهداشت عمومی— اتشارات «طبیب»، ۱۹۹۹، (تألیف مشترک با ر. سلطانوا)
- نقش اصلاحات در توسعه اقتصادی - اجتماعی آذربایجان— اتشارات «دانشگاه بین‌المللی آذربایجان»، ۱۹۹۸ (تألیف مشترک با ن. قاسموف)
- مشکلات موجود در ارتقاء استانداردهای سطح زندگی مردم آذربایجان— تک‌نوشت، اتشارات «صدا»، ۲۰۰۰، (تألیف مشترک با ن. قاسموف)

## خانواده
- عاقل علی‌اف برادر حیدر علی‌اف، رئیس‌جمهوری مرحوم آذربایجان بود.

## فیلم‌نامه
- فیلم «عاقل علی‌اف، دانشمند برجسته و آدم بزرگوار» (۲۰۰۸)

## گرامیداشت
۸ دسامبر سال ۲۰۱۶، الهام علی‌اف، رئیس‌جمهوری آذربایجان، فرمانی برای برگزاری مراسم بزرگداشت ۹۰- امین سالروز تولد عاقل علی‌اف صادر نمود.